# Saliromanie
Als Saliromanie oder Salirophilie (frz. salir, „anschmieren“, „beschmutzen“ und -philie) bezeichnet man eine Präferenz, bei der das Beschmutzen von Personen oder Objekten mit sexueller Erregung verbunden ist. Neben den rein visuellen Reizen kann dabei auch die Erniedrigung der betroffenen Person eine Rolle spielen. Es handelt sich nicht um einen Trieb oder eine Manie, wie die Bezeichnung Saliromanie nahelegt.

## Formen der Saliromanie
Die Formen der Saliromanie sind vielfältig; es geht stets darum, sich selbst und/oder den Partner sowie die eigene Kleidung und/oder die des Partners mit allen Arten von dazu geeigneten breiigen, schleimigen oder flüssigen Substanzen (zum Beispiel Lebensmittel, Farbe, Schlamm oder Sperma oder Blut bis hin zu Urin oder Kot) zu beschmieren oder zu bespritzen. Die Beschmutzung löst dabei sexuelle Erregung und Befriedigung aus. Leicht saliromanische Handlungen sind weit verbreitet, insbesondere in Kulturen, in denen besonderer Wert auf Hygiene und Sauberkeit gelegt und das Beschmutzen mit dem Bruch einer Norm verbunden ist.
Eine weitere häufige Form der Saliromanie bildet die Lust, in voller Kleidung baden zu gehen.
Die Saliromanie verbindet sich mit Paraphilien wie bspw. der Exkrementophilie als Überbegriff für Koprophilie und Urophilie.